# Red Iberoamericana de jueces

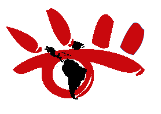
Logotipo de la Red Iberoamericana de jueces.

Red Iberoamericana de jueces es una de las organizaciones no gubernamentales (ONG) dedicada a la investigación, defensa y promoción de los derechos humanos. En especial en lo que corresponde al ejercicio de la judicatura, la administración de justicia y la promoción de las garantías judiciales. 

## Antecedentes
La Red Iberoamericana de jueces, integrada actualmente por magistradas y magistrados de países de Haití, Nicaragua, El Salvador, Perú, Argentina, Brasil, Bolivia, México, Honduras, Guatemala, España, y Chile, fue oficializada en la ciudad de La Serena, Chile, el día 27 de marzo del año 2004, surgió al alero del II Foro Mundial de Jueces y del Foro Social Mundial, efectuado en la ciudad de Porto Alegre, Brasil, en el mes de enero del año 2003. Esta organización se encuentra destinada a promover las garantías judiciales, como por ejemplo, la independencia de los jueces, como garantía de los ciudadanos, postulando un respeto irrestricto de la persona humana y sus derechos fundamentales, entendiendo que con ello, se contribuye al logro, fortalecimiento y mantenimiento de la democracia y gobernabilidad en el ámbito iberoamericano

## Objetivos
a) Fortalecer y consolidar decididamente la independencia del Poder Judicial como poder del Estado y de cada juez como responsable de la jurisdicción, garante del Estado Social y Democrático de Derecho y de los derechos de las personas. 
b) Contribuir de manera eficaz y permanente a la construcción y consolidación de la democracia, entendiendo esta no solo como forma de gobierno sino también como sistema de convivencia social. 
c) Promover el absoluto respeto al ser humano y a sus derechos fundamentales, en su expresión de garantías judiciales, denunciando sus infracciones y reclamando por todos los medios legítimos y pacíficos su observancia ante las instituciones nacionales y organismos internacionales.
d) Colaborar para una mayor integración del sistema democrático y jurídico de Iberoamerica, principalmente a través del intercambio de información y elaboración de propuestas.
e) Defender las garantías de la judicatura como derecho fundamental de la ciudadanía, velando además por la responsabilidad y probidad de los jueces.
f) Contribuir al proceso de formación continua de los jueces y de los aspirantes a serlo.

## Trabajo de la RIJ
Actualmente la RIJ, trabaja monitoreando casos del sistema interamericano de derechos humanos con el objetivo de apoyar los casos donde se hayan conculcado las garantías judiciales de las víctimas, especialmente los temas de independencia judicial. Asimismo se encuentra confeccionando manuales de Derechos Humanos para jueces de la región. Se realizó el pasado junio un informe de Independencia Judicial de Honduras en el marco del golpe de Estado que afectara a dicho país. Coetáneamente se prepara para el segundo semestre de 2011, la quinta asamblea en Bolivia.

## Directorio
El directorio de la Red se elige entre los mismos miembros de la red.

## Publicaciones
- Manual sobre Justiciabilidad de Derechos Sociales para Jueces de Iberoamérica

- Informe de independencia judicial en Honduras